# Loes Schutte
Louise Henriëtte Maria (Loes) Schutte (Zandvoort, 12 juni 1953) is een voormalige Nederlandse roeister. Ze nam eenmaal deel aan de Olympische Spelen, maar won bij die gelegenheid geen medaille.
Schutte maakte haar olympisch debuut op de Olympische Spelen van 1976 in Montreal op het onderdeel acht met stuurvrouw. De Nederlands roeiploeg werd in de eliminaties vierde in 3.06,78. In de herkansing behaalde ze een derde plaats in 3.21,44. Hierdoor mocht de ploeg starten in de kleine finale en behaalde hierbij een achtste tijd in 3.35,87.
Ze was in haar actieve tijd aangesloten bij de Amsterdamse studentenroeivereniging ASR Nereus. Van beroep was ze documentaliste.

## Palmares

### roeien (vier met stuurvrouw)
- 1975: 4e WK - 3.23,21

### roeien (acht met stuurvrouw)
- 1976: 8e OS - 3.35,87

Karin Abma · 
Joke Dierdorp · 
Barbara de Jong · 
Annette Schortinghuis-Poelenije · 
Marleen van Rij · 
Maria Kusters-ten Beitel · 
Liesbeth Pascal-de Graaff · 
Loes Schutte · 
Evelien Koogje (stuurvrouw)